# Ottilie Bach

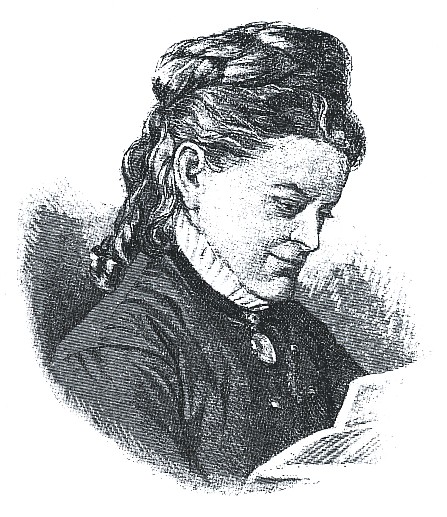
Ottilie Bach um 1885

Ottilie Bach (* 6. Juli 1836 in Hirschberg, Schlesien; † 27. Mai 1905 in Berlin) war eine deutsche Schriftstellerin. Sie schrieb auch unter den Pseudonymen O. Bach und Otto Ulrichs.

## Leben
Ottilie Bach wurde in Hirschberg als Tochter eines Fabrikbesitzers und Kaufmanns geboren. Im Alter von fünf Jahren siedelte sie mit ihren Eltern nach Berlin über und erhielt dort ihre Ausbildung. Der Tod des Vaters wirkte sich nachhaltig auf Ottilie Bach aus, die nun gezwungen war, als Erzieherin Geld zu verdienen. Sie arbeitete in den folgenden Jahren in der Nähe von Berlin, in Prag und Ungarn, wo 1872 ihr erster Roman Ein Ehejoch entstand. Es folgten zahlreiche Erzählungen, die auch von der aufkommenden Frauenbewegung geprägt waren. 
Ottilie Bach war auch als zweite Vorsitzende des Bundes deutscher Schriftstellerinnen tätig und schrieb für verschiedene Zeitungen und Zeitschriften im In- und Ausland. 

## Werke
- Ein Ehejoch (1872)[2]
- Eine Klosterkabale. (1872)[3]
- In der letzten Stunde (1874)
- Gegen den Strom (1874)
- Nationale Gegensätze. Roman aus der jüngsten Vergangenheit. 2 Bände. Costenoble, Jena 1875.
- Ein verfehltes Leben (1877)
- Der Dämon des Hauses (1877)
- Der Pflegesohn (1879)
- Aus neuer Zeit (1880)
- Des Vaters Schuld. Roman. LeCoutre, Berlin 1881.
- Elfriede. Roman aus der vollen Gegenwart. Le Courtre, Berlin 1881.
- Zerrissene Fäden. Roman. Schottländer, Breslau 1881.
- Im Hause des Senators. Roman. 2 Bände. Bensheimer, Mannheim 1898.
- Schwere Tage. Novelle. Weichert, Berlin 1900.
- Rosa Herbst. Roman. Mitteldeutsche Verlagsanstalt, Dresden 1917.